# Made in Poland (Szymanowski / Bacewicz / Górecki / Lubowicz / Lenczowski)
Made in Poland – wspólny album grup Atom String Quartet i NFM Orkiestry Kameralnej ze skrzypkiem Christianem Danowiczem jako koncertmistrzem, prezentujących utwory Karola Szymanowskiego, Grażyny Bacewicz i Mikołaja Góreckiego oraz nowe kompozycje muzyków Atom String Quartet, tj. wiolonczelisty Krzysztofa Lenczowskiego i skrzypka Dawida Lubowicza. Został wydany 30 marca 2017 przez DUX Recording Producers (nr kat. 1298). Płyta zdobyła Fryderyka 2018 w kategorii Album Roku - Muzyka Symfoniczna i Koncertująca.

## Lista utworów

### Dawid Lubowicz - Ballad on the Death of Janosik for improvising string quartet and string orchestra (2012)
- 1. Ballad on the Death of Janosik for improvising string quartet and string orchestra (2012) (inspired by a traditional folk song from Podhale Region Kie Janicka wiedli od Lewoczy) [4:30]

### Karol Szymanowski - String Quartet No. 2, Op. 56 for string orchestra (1927) arranged by Richard Tognetti
- 2. I Moderato dolce e tranquillo [7:54]
- 3. II Vivace, scherzando [4:47]
- 4. III Lento [5:53]

### Karol Szymanowski / Paweł Kochański - Highlander Dance from the ballet Harnasie, Op. 55 for string orchestra (1931) arranged by Christian Danowicz (2016)
- 5. Highlander Dance from the ballet Harnasie, Op. 55 for string orchestra (1931) arranged by Christian Danowicz (2016) [5:58]

### Krzysztof Lenczowski- Iława for improvising string quartet and string orchestra (2009)
- 6. Iława for improvising string quartet and string orchestra (2009) [6:14]

### Grażyna Bacewicz - Concerto for String Orchestra (1948)
- 7. I Allegro [4:37]
- 8. II Andante [4:45]
- 9. III Vivo [4:25]

### Krzysztof Lenczowski - Namysłowiak for improvising string quartet and string orchestra (2016)
- 10. Namysłowiak for improvising string quartet and string orchestra (2016) [7:10]

### Mikołaj Górecki - Concerto-Notturno for violin and string orchestra (2000)
- 11. I Lento [4:21]
- 12. II Allegro [4:59]
- 13. III Molto lento [4:40]